# Itterajivit
 (signalé en mai 2025).
Si vous disposez d'ouvrages ou d'articles de référence ou si vous connaissez des sites web de qualité traitant du thème abordé ici, merci de compléter l'article en donnant les références utiles à sa vérifiabilité et en les liant à la section « Notes et références ».
- Archive Wikiwix
- Bing
- Cairn
- DuckDuckGo
- E. Universalis
- Gallica
- Google
- G. Books
- G. News
- G. Scholar
- Persée
- Qwant
- (zh) Baidu
- (ru) Yandex
- (wd) trouver des œuvres sur Wikidata

Itterajivit est un ancien village groenlandais aujourd'hui abandonné situé dans la municipalité de Kujalleq près d'Ittoqqortoormiit à l'est du Groenland. Il y avait 9 habitants en 2005, qui pour la plupart vivent désormais à Ittoqqortoormiit.